# Dexagria ushinskyi
Dexagria ushinskyi är en tvåvingeart som beskrevs av Boris Borisovitsch Rohdendorf 1978. Dexagria ushinskyi ingår i släktet Dexagria och familjen köttflugor.
Artens utbredningsområde är Turkmenistan. Inga underarter finns listade i Catalogue of Life.